# Paolo Cavinato
Paolo Cavinato (Belluno, 1911 – Belluno, 1992) è stato un pittore italiano.

## Biografia
Inizia giovanissimo a dipingere, nel 1940 partecipa alla seconda guerra mondiale come ufficiale dell'esercito. Combatterà in Albania e in Etiopia, ma, quando la sua città, Belluno, sarà annessa alla Germania, si rifiuterà di collaborare con l'esercito e per questo sarà internato in un campo di concentramento.
Alla fine della guerra ritorna in città divenendo docente di disegno presso l'Istituto "Girolamo Segato" ed è proprio in quel periodo che inizia la sua carriera artistica,  in particolare grazie alla frequentazione di artisti suoi amici di Venezia, Milano e Parigi e alla partecipazione a numerose mostre presso la Galleria Cà Pesaro, al Premio Parigi a Cortina d'Ampezzo, alla mostra nazionale del Bianco e Nero a Reggio Emilia, a villa Contarini di Piazzola sul Brenta e numerose altre ancora.
Artista affascinante e molto apprezzato dalla critica si contraddistingue la sua opera per la morbidezza delle forme, l'eleganza delle figure, la cultura  che traspare sottilmente dalle sue tele.
Muore nella sua casa di Belluno nel 1992.